# 章棨
章棨（1487年—16世紀），字宗肅，南直隸蘇州府常熟縣海虞人，明朝政治人物。

## 生平
生于成化二十三年丁未（1487年）十二月初一日未時。章棨年輕時跟隨從父章涯當養子，住在安亭的外家楊氏，後來章涯得子章宗實，章棨撫育對方，他為人孝友，以德行在諸生間稱頌，嘉靖十年（1531年）中舉人，授單縣知縣，單縣瀕河，地勢低下，水災時河南人夜渡河盜决隄防，是為民患，他到任後率領壯丁伐木增樁，日夜捍衛而無後顧之憂，縣民很是感激他；山東盜賊大多逃入單縣界中，他以胥卒充作耳目捕獲賊人，又聽取人民意見改革田賦弊政，山東各縣都仿效推行。二十三年（1544年）陞安吉知州，旱災後盡力賑濟救活不少居民，當地人好訟，他總用心理解，有匿稅案件波及眾人，他不用鞭扑就能收回欠稅，歎道：「此豈是古頭會法！我只是救弊而已！」州治孝豐至他離任時一無所擾，縣人甚至不知有州，陞永州同知，後請求退休，剛收拾行裝就去世。

## 家族
- 曾祖父章珪，宣德年間舉賢良方正，監察御史[1]
- 祖父章格，景泰二年進士，南京大理寺卿[1]
- 父親章沐，贈單縣知縣[1]

## 引用
1. 1 2 3 4 5  《震川先生集·卷二十六·傳》：君姓章氏，諱棨，字宗肅，世為海虞人。曾祖珪，宣德中舉賢良方正，拜監察御史，論三楊學士，有直聲。生四子：儀，國子助教；表，廣西布政司右參議；格，南京大理寺卿；律，都察院左都御史。大理有高節，致仕家居，縣令楊名父以其清貧，買田給之，謝不受。名父為構亭虞山上，獨時時邀與登覽，相對飲酒，名其亭曰「仰高」云。大理生沐，贈單縣知縣，君之父也。君為人孝友，入縣學，以德行為博士所稱舉。嘗從鄉先生都御史陳公遊，後中南京鄉試，入南太學。是時增城湛公、高陵呂公並以八座居留都，開門講道，學者雲集。君兩遊其門。屢上春官，不第，選調單縣知縣。單瀕河而地窪下，每歲桃花水發，河南人夜過河，盜決堤防，民患苦之。君至，適盜決者水將泛，率丁夫伐木增椿，晝夜捍禦，卒以無虞。少年為胥卒，趨走縣庭，候伺短長，規為不法。或以為言，君曰：「是於我無顯跡，不宜豫逆之。」撫以恩信，皆感激思為用。山東盜賊，多逃入單縣界中，單人為囊橐，積不能得。於是諸少年為君耳目，盡獲之。院司所下逐盜文符，無慮百數，君一日條具申報，上官以為能。田賦法弊，乃詢民所欲，而畝斂以錢，民便之。齊魯間皆推用其法。有胡兵自寧武關趨太原，聲言欲向山東。都御史議兵事，部署將帥，獨留單縣令轅門。會虜信不至而罷。升安吉州知州。歲旱民饑，殫力賑救，多所全活。其民好訟，恒以理解之。有匿稅者，為案籍人人閱之，鞭撲不用，而逋負悉出。君歎曰：「此豈古頭會法也，吾以救弊而已。」州所治孝豐，迄君去一無所擾，其縣人至不知有州焉。遷永州府同知。永州在楚、越間，號無事。太守日閉門高臥，以郡事委君，君亦優遊而已。上疏乞休，方治行而卒。此其弟宗實之所稱者云爾。宗實父涯，君之從父，初無子，以君為子。晚得宗實，君撫而教之，今為鄉貢進士。
2. ↑  《南畿辛卯同年齒叙》：丁未二人  金懋十月十五日未時    章棨十二月初一日未時
3. ↑  民國《安亭志·卷十六·人物》：章棨，字宗肅，海虞人，自少後從父涯，依外氏楊姓居安亭，後涯得子宗實，棨乃撫而教之，為人孝友以德行稱諸生間，登嘉靖辛卯鄉舉，選單縣知縣，單瀕河而地窪下，每歲水發河南人夜渡河盜决隄防，民患苦之，棨至率丁夫伐木增樁，晝夜捍禦卒以無虞，胥卒無老少撫以恩信皆感激思為用，會山東盜賊多逃入單縣界中，棨得胥卒為耳目盡獲之，田賦法弊乃詢民所欲，而畮斂以錢，民便之，齊魯間皆推用其法。陞安吉州知州，歲旱民饑，殫力賑救，多所全活，居民好訟，恆以理解之，有匿稅者為案籍人人，閱之鞭扑不加而逋負悉出，棨歎曰：「此豈古頭會法也！吾以救弊而已！」遷永州府同知，上疏乞休，治行而卒。 本歸太僕集
4. ↑  乾隆《安吉州志·卷十一·名宦》：章棨，字宗肅，常熟人，歸有光撰家傳（云）中南京鄉試，知安吉州，歲旱民饑，殫力賑救，多所全活，其民好訟，恆以理解之，有匿稅者為案籍人人，閱之鞭朴不用而逋負悉出，嘗嘆曰：「此豈古頭會法也，吾以救弊而已。」州領孝豐迄棨去一無所擾，其縣人至不知有州焉，遷永州府同知。
5. ↑  同治《湖州府志·卷六十三·名宦錄》：章棨，字宗肅，江蘇常熟人，舉人，嘉靖二十三年知安吉州，歲旱民饑，殫力賑救，多所全活，其民好訟，恆以理解之，有匿稅者為案藉人人，閱之鞭朴不用而逋負悉出，嘗歎曰：「此豈古頭會法也！吾以救弊而已！」州所治孝豐迄棨去一無所擾，其縣人至不知有州焉，遷永州府同知。 歸有光《章棨傳》